# Рак (знак зодіаку)

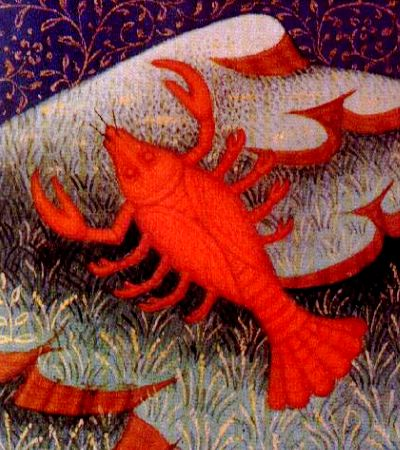
Рак.

Рак (лат. Cancer) — четвертий знак зодіаку, відповідний сектору екліптики від 90° до 120°, рахуючи від точки весняного рівнодення; кардинальний знак тригона Вода, до якого входять Рак, Риби та Скорпіон.. Править четвертим домом гороскопа.
Це один із шести негативних знаків, а його правляча планета — Місяць. Хоча в деяких зображеннях Рак представлений лобстером або раком, знак найчастіше символізує краба, що базується на Каркіносі. Знак, протилежний Раку, — Козеріг.
В західній астрології вважається, що Сонце знаходиться в знаку Рака приблизно з 22 червня по 22 липня, у ведичній  — Карка з 17 липня по 17 серпня. Не слід плутати знак Рака з однойменним сузір'ям Рака, в якому Сонце перебуває з 21 липня по 9 серпня.

## Підоснова
Рак — четвертий знак зодіаку, в який сонце входить під час літнього сонцестояння в Північній півкулі. Ті, хто народився приблизно з 22 червня по 22 липня (залежно від року), належать до знаку Рака. Особи, народжені в ці дати, залежно від того, якій системі астрології вони слідують, можуть називатися «Раками». Рак є північним знаком, а його протилежним знаком є Козеріг.
Вода є елементом, пов’язаним із Раком, і разом із Скорпіоном та Рибами він утворює водний тригон. Водний тригон є одним із чотирьох елементальних тригонів у зодіаку, разом із вогняним, земляним і повітряним. Вважається, що коли тригон має вплив, він спричиняє зміни на землі. Кажуть, що Рак є домом Нептуна та екзальтацією Юпітера, обидва астрономічні тіла впливають на народжених під знаком Рака. Його правлячою планетою є Місяць. Через негативні асоціації слова «Рак» із хворобою з такою ж назвою, деякі астрологи називають осіб, народжених під цим знаком, «дітьми Місяця».
Божественні асоціації з Раком у астрології Ренесансу — це Луна/Діана, обидві богині, що представляють Місяць, правлячу планету Рака.
У індійській астрології знак Рака називається Карка, а його правителем є Місяць.

### Рання історія
Латинське слово «Cancer» походить із давньої індоєвропейської мови, від кореня, що означає «дряпати». У Стародавньому Єгипті знак Рака уявляли як скарабея, тоді як у Месопотамії його зображали як черепаху. У кожному випадку тварина, що представляла знак, сприймалася як така, що «штовхає» сонце по небесах, започатковуючи літнє сонцестояння.
Латинське cancer є загальним словом для «краба». Згідно з грецькою міфологією, символ Рака — часто краб, хоча іноді рак — базується на Каркіносі (грецькою: «Рак»), крабі, якого розчавив ногою Геракл, і чиї рештки були розміщені на небі Герою, утворивши сузір’я Рака. У варіаціях історії в римській міфології саме Юнона — римський аналог Гери — розміщує краба на небі. Натураліст Річард Гінклі Аллен у 1899 році назвав Рака «найменш помітною фігурою в зодіаку», додавши, що його міфологія «виправдовує його присутність там історією про те, що коли краба розчавив Геракл за те, що той ущипнув його за пальці під час битви з Гідрою в болотах Лерни, Юнона вознесла його на небо.»

## Символи
У ранній астрології символом вважалося зображення рака. Сучасний символ ♋ являє собою пару клешень, однак може бути інтерпретований по-різному. Найчастіші версії:
- Злиття чоловічого і жіночого початків (інь і янь)
- Жіночі груди
- Уроборос (один з перших символів нескінченності в історії людства).

В Юнікоді символ Рака ♋ (може не відображатися в деяких браузерах) знаходиться під десятковим номером 9803 або шістнадцятковим номером 264B і може бути введений в HTML-код як  ♋  або  ♋ .

## У мистецтві
У Середні віки зодіакальний символ Рака включали до релігійних книг і використовували в монументальних скульптурах. Зображення Рака як краба найпоширеніше в мистецтві Середземномор’я та Західної Європи.
У творі Данте Аліг’єрі «Рай» є згадка про Рака, де він пише:
Потім серед них спалахнуло світло,
Таке, що, якби Рак мав такий кристал,
Зима б мала місяць із одним лише днем.— Данте Аліг’єрі, «Рай»
Рак зображений у картині Джованні Марія Фалконетто 1517 року «Рак» як охоронець міста Верона. Символ Рака також присутній у скульптурі Агостіно ді Дуччо «Вид на Ріміні під знаком Рака» (1450). У фресці Джорджо Вазарі «Кімната Фортуни» Рак представлений у північній частині стелі, зображений Діаною, яка тримає місяць, разом із крабом.

## Галерея

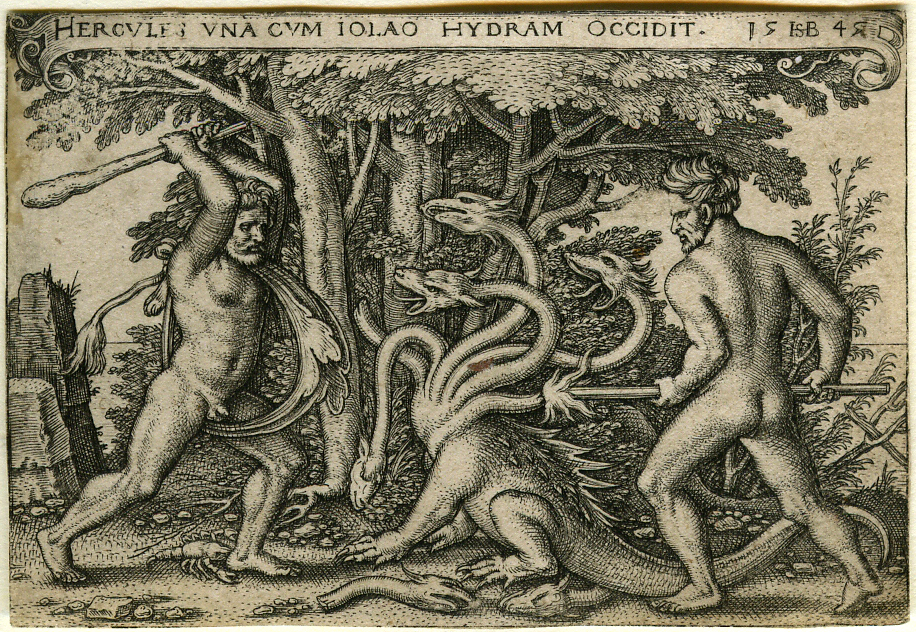
Битва Геракла з Лернейською гідрою. Гравюра Ганса Себальда Бехама, 1545.
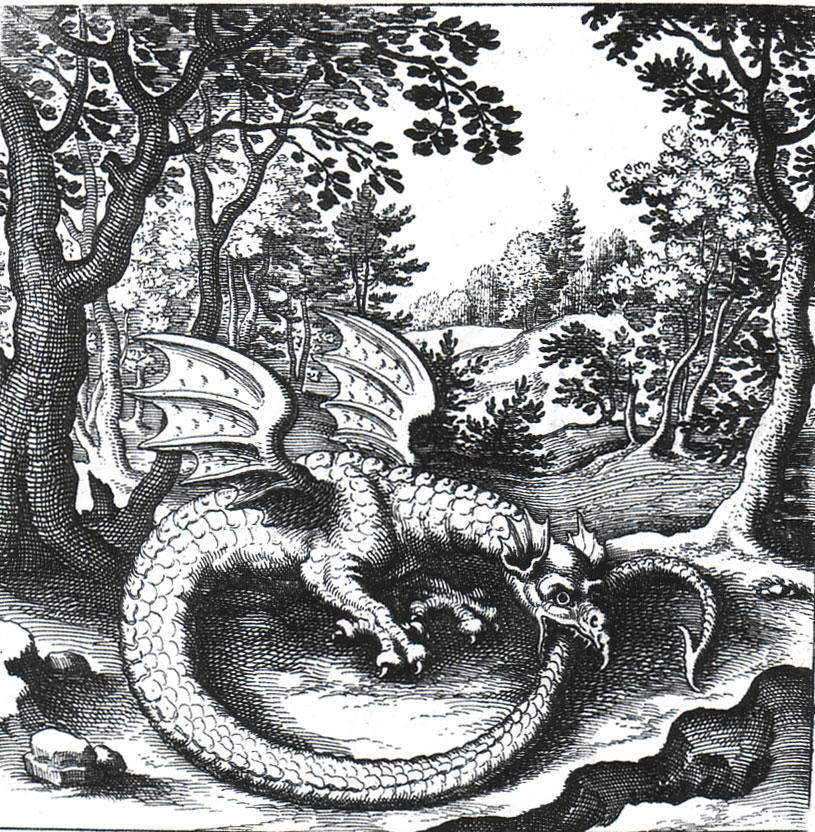
Уроборос. Гравюра Л. Дженніса з книги алхімічних емблем «Філософський камінь», 1625.
Символ інь і янь.